# کارنگوک
کارنگوک (به لهستانی:  Karniewek) یک روستا در لهستان است که در گمینا پوکژونگتسا واقع شده‌است.
 کارنگوک  ۱۵۰ نفر جمعیت دارد.